# Демократический социализм

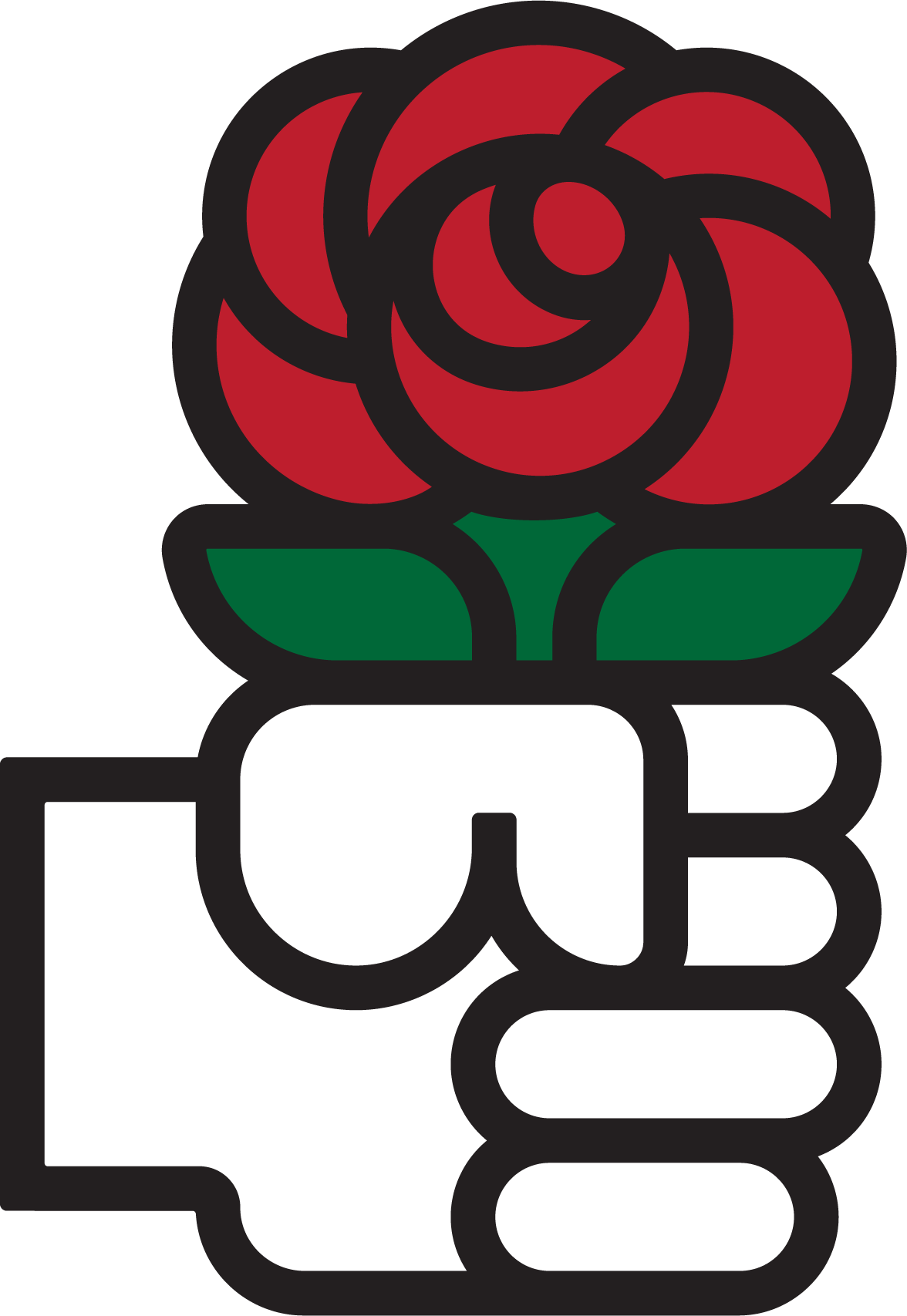
Красная роза — международный символ социализма. Роза стала символом социализма из-за её ассоциации с красным цветом как минимум с 1880-х годов, а красный цвет, в свою очередь, стал ассоциироваться с социализмом, по крайней мере, с 1848 года.

Демократи́ческий социали́зм — политическая философия и идеология, поддерживающая политическую демократию в общественной экономике, с особым упором на народную, экономическую и производственную демократию, и на самоуправление работников. Это совокупность социалистических течений, характеризующихся убеждением в том, что построение социалистического общества, в котором существует максимально возможное равенство и где царит справедливость, совместимо с уважением демократических и либеральных принципов.
Сторонники этой идеологии считают, что общественная собственность и контроль над средствами производства должны включать в себя политическую демократию. В части экономики взгляды сторонников демосоциализма варьируются от поддержки смешанной экономики до передачи всех средств производства в распределённую среди трудовых коллективов собственность.
На становление демократического социализма оказали идеи Карла Маркса и Карла Каутского, а также падение уровня популярности марксистско-ленинских идей среди западных левых после XX съезда КПСС.
В широком смысле к демократическому социализму относятся антиавторитарные виды социал-демократии, либеральный социализм, рыночный социализм, реформистский социализм, революционный социализм, троцкизм, еврокоммунизм. В качестве примеров общества, основанного на демократическом социализме, приводятся советская Россия и СССР во время правления Ленина, парижская коммуна.

## Принципы
Демократические социалисты (в более узком смысле) называют недемократической большевистскую трактовку социализма, которую они отвергают. В отличие от коммунистов, демократические социалисты рассматривают социализм как конечный идеал, а не как промежуточную стадию на пути к коммунизму (некоторые течения подразумевают построение коммунистического общества). Они также включают в понятие демократии концепции политического плюрализма и прав меньшинств, и вовсе не интерпретируют её как диктатуру большинства или пролетариата. Несмотря на это многие современные демосоциалистические партии объединяются с коммунистами (например, французский Левый фронт).
Как и социал-демократы, демократические социалисты выступают за эгалитаризм, но в отличие от первых сторонники демократического социализма выступают за общественную собственность на средства производства: они выступают в защиту и увеличение государственного сектора в экономике и государственного обеспечения здравоохранения, образования, жилищно-коммунального хозяйства и транспорта. Но некоторые современные явно социал-демократические партии продолжают называть себя демократическими социалистами, при этом не отказываясь от рыночной экономики (яркий пример — Лейбористская партия Британии, которая официально объявляет себя демосоциалистической, но на деле ставшая социал-демократической, открыто поддерживая частный бизнес).

## История

### Истоки и появление демократического социализма
Многие ранние варианты социализма, в особенности проистекающие от санкюлотов времён Великой французской революции, естественным образом несли в себе черты демократии: всеобщее избирательное право и равенство перед законом. Эти черты присутствуют и в якобинизме Бабёфа, и в революционном гуманизме Бланки, и в утопическом социализме Оуэна, и в коммунизме Маркса.

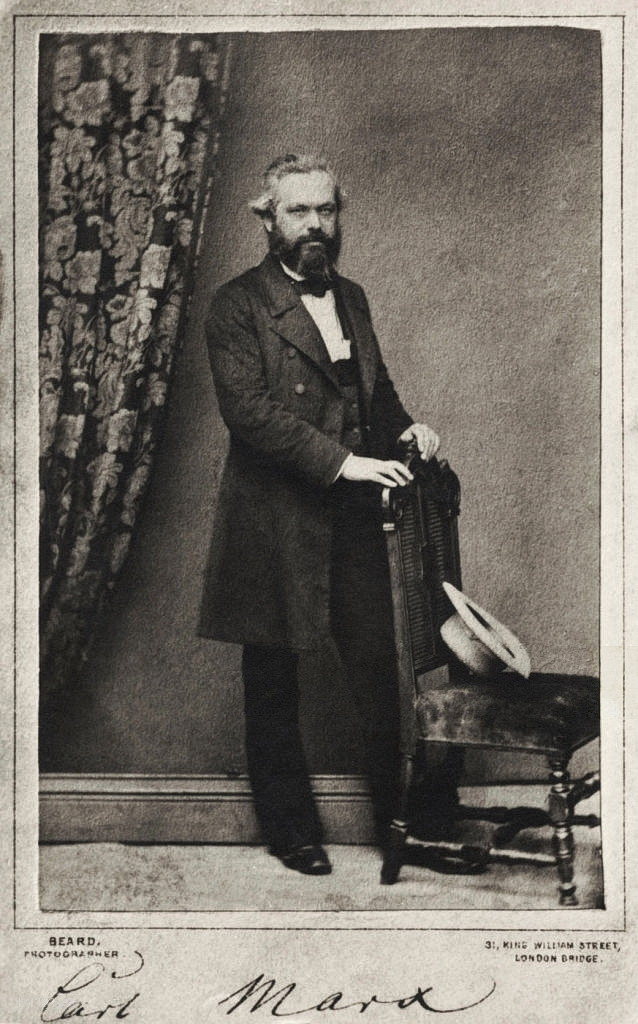
Карл Маркс

Основоположником современного социализма является именно Карл Маркс, который аргументировал, что демократические права и свободы будут по-настоящему доступны рабочему классу только в том случае, если средства производства будут принадлежать ему — точнее, действующему от имени народа государству. В связи с этим Маркс считал необходимым ликвидировать частную собственность на средства производства.
К концу XIX века социал-демократы вошли в правительство многих европейских стран, что привело к расколу среди марксистов, значительная часть которых начала склоняться в пользу эволюционного, нежели революционного, перехода к социализму. В 1884 г. в Лондоне было основано «фабианское общество», которое призывало к постепенному изменению политики Великобритании в сторону контроля над свободной торговлей и протекционизму для защиты от международной конкуренции. Оно также считало необходимой национализацию земли, полагая, что землевладельцы собирают с неё ренту незаслуженно (идея, во многом заимствованная от американского экономиста Генри Джорджа). Среди видных членов общества были экономисты Сидней и Беатриса Вебб, Джон Мейнард Кейнс, философ Бертран Рассел, писатель Бернард Шоу и др.

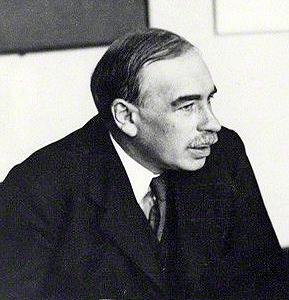
Джон Мейнард Кейнс

Супруги Вебб полагали, что профсоюзы, добиваясь повышения заработной платы, воздействуют на производительность, стимулируют предпринимателей к обновлению оборудования и организации производства, что изменяет равновесную ставку заработной платы (т. н. «теория экономики с высоким уровнем заработной платы»). В своём труде «Общая теория занятости, процента и денег» (1936 г.) Кейнс дал экономическое обоснование государственным программам для разрешения проблемы безработицы. Для этого Кейнс предлагал увеличить государственные расходы и создать дефицит бюджета. Кейнс также утверждал, что передача ключевых отраслей промышленности в собственность государства и государственное планирование их инвестиций способствовало бы постепенному уменьшению классовых противоречий.

### Появление демосоциализма

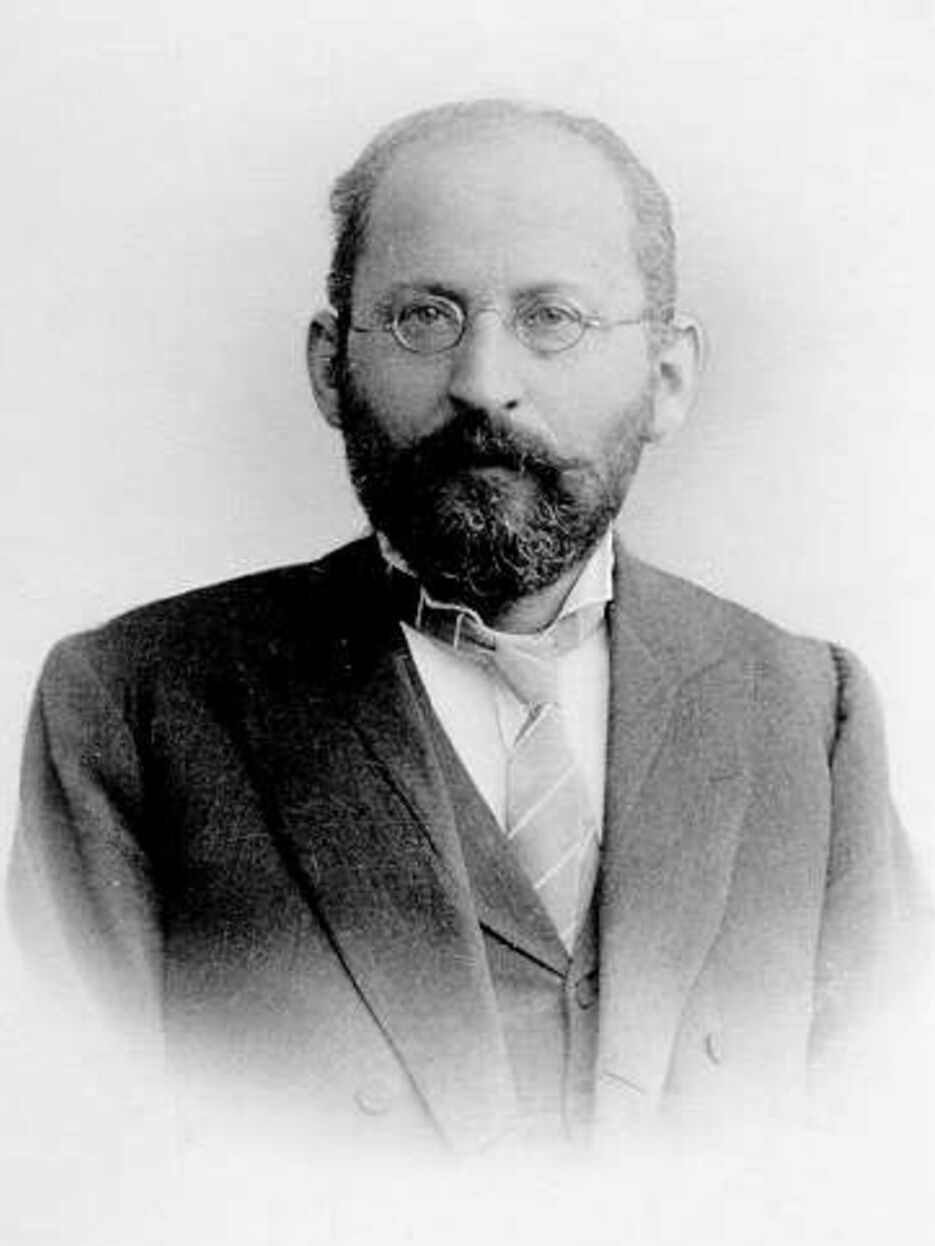
Эдуард Бернштейн

Определяющим моментом в истории демократического социализма стало размежевание с ортодоксальными коммунистами в начале XX века. В работе «Проблемы социализма и задачи социал-демократии» (1899 г.) Эдуард Бернштейн отверг предсказание Маркса о неминуемом конце капитализма. Свою позицию Бернштейн обосновал существующей тенденцией к распределению капитала среди множества собственников, что противоречило марксистской теории о концентрации капитала и обнищания пролетариата. Отсюда он сделал вывод, что для достижения социализма следует пользоваться чисто политическими методами и демократическими инструментами. Похожий раскол произошёл в России после революции 1905 г., когда меньшевики выступили против идей диктатуры пролетариата и руководящей роли коммунистической партии и в поддержку буржуазной либерально-демократической революции, с намерением принять участие в работе её правительства. Лидер же большевиков Ленин отмечал их безусловную приверженность демократическому централизму[нужен вторичный источник]. После Октябрьской революции 1917 г. демократические социалисты осудили большевиков за искажение её эгалитарных, демократических и социалистических идеалов и практическую реализацию авторитарного режима, в котором все средства производства находились под контролем никому не подотчётной партийной элиты.

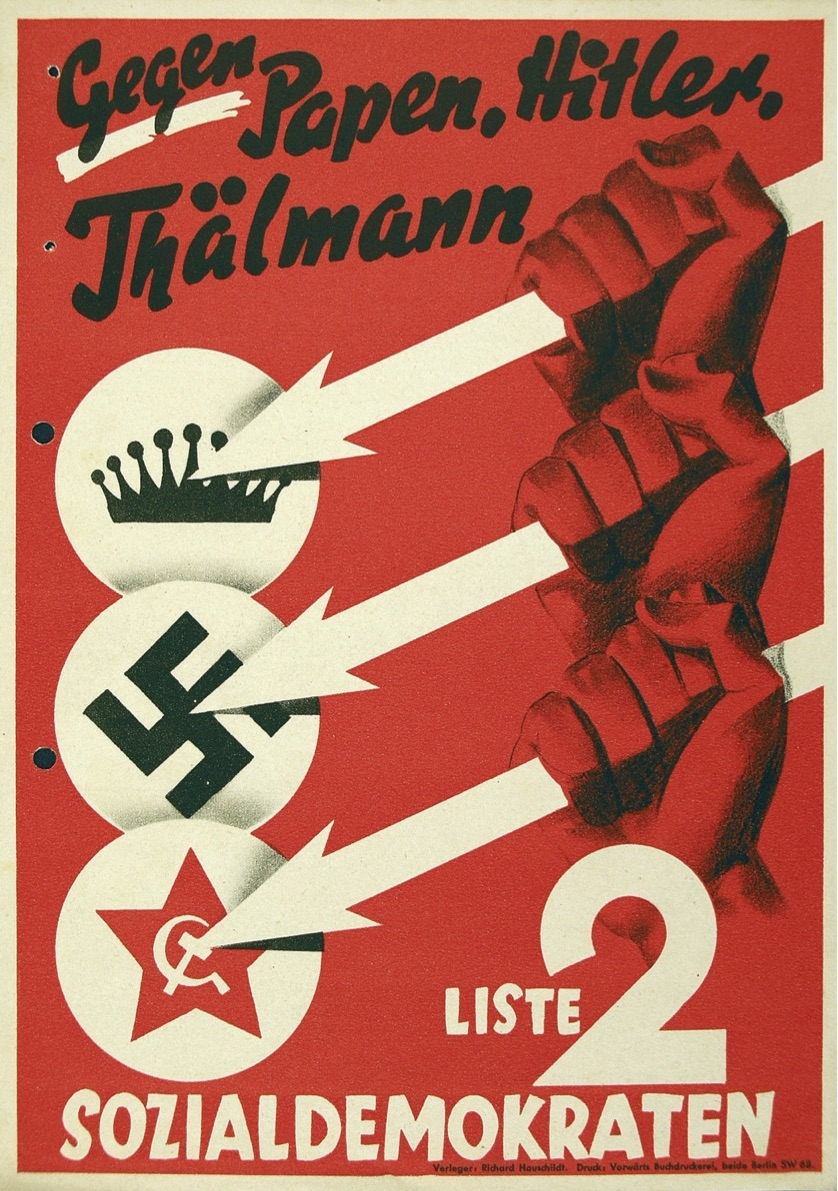
Предвыборный плакат СДПГ 1932 года с «тремя стрелами» и лозунгом «Против Папена, Гитлера, Тельмана»

Дальнейшая история демосоциалистического движения состояла преимущественно в борьбе с фашистами и ортодоксальными марксистами. В 1920—1940 гг. одним из самых ярких демосоциалистических движений был австромарксизм. Особенность австромарксизма состояла в том, что они рассматривали нацию вне территориального контекста, как объединение людей, разделяющих общую культуру и язык. Другим движением были гильдейские социалисты, которые полагали, что рабочие могут контролировать промышленность с помощью сети гильдий — торговых организаций, представляющих рабочих. Предполагалось, что гильдии будут способны не только бороться за социальные права рабочих, как профсоюзы, но и заполучить контроль над промышленностью.
В 1932 году было создано Международное бюро революционного социалистического единства — международная ассоциация левосоциалистических партий, которые отвергали путь как социал-демократического Социалистического рабочего интернационала, так и сталинистского Третьего интернационала.

### Послевоенный демосоциализм
На протяжении послевоенной половины XX века в некоторых странах Западной Европы часто приходили к власти левые (в том числе и демосоциалисты). Например, в Великобритании лейбористы во главе с Клементом Эттли, победив на выборах 1945 года (обогнав своих соперников консерваторов во главе с Черчиллем),  национализировали телекоммуникации, Банк Англии, британские железные дороги, угледобывающую, сталелитейную промышленность и электроэнергетику и на практике реализовали социальное государство. При том правительстве доля общественной собственности в британской экономике превысила 20 процентов. Свой успех на выборах лейбористы повторили в 1964, 1966 и два раза в 1974 году. В 1951 году был восстановлен Социалистический интернационал, который объединил социал-демократические и демосоциалистические партии. В 1981 году французские социалисты победили как на президентских, так и на парламентских выборах. Пришедшее к власти демосоциалистическое правительство национализировало крупнейшие предприятия и крупные банки, а также повысили минимальный размер оплаты труда и отменили смертную казнь.
По разным причинам, большинство состоящих в Социнтерне европейских демосоциалистических партий приняли рыночную экономику и отказались от марксизма на протяжении второй половины XX века, таким образом, прогрессировав в сторону социал-демократии и социал-либерализма (Социал-демократическая партия Германии в 1959 году, Испанская социалистическая рабочая партия в 1979, британская Лейбористская партия в начале 1990-х, французская Соцпартия во главе с открытым социал-демократом Лионелем Жоспеном в конце 1990-х).

### Современный демократический социализм

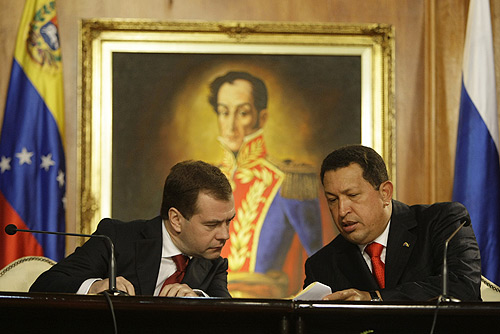
Уго Чавес с Дмитрием Медведевым в 2008 году

Отказ Социнтерна и партий в нём состоящих от демократического социализма в пользу социал-демократии привело к появлению новых демосоциалистических партий, выступающих против рыночной экономики (немецкие «Левые», греческая Коалиция радикальных левых, исландское Лево-зелёное движение). Эти партии могут быть левосоциалистическими отколами от партий Социнтерна (французская Левая партия), антикапиталистическими коалициями коммунистических (включая троцкистские и маоистские) партий (греческая СИРИЗА, датская Красно-зелёная коалиция) либо бывшими компартиями (шведская Левая партия). Первыми демосоциалистические партии, альтернативные существующим социал-демократическим, появились в скандинавских странах — Социалистическая народная партия в Дании (1959) и Социалистическая левая партия в Норвегии (1975).
Результаты последних выборов показывают, что популярность подобных движений растёт: немецкие «Левые», выступающие за демосоциализм и против капитализма, на парламентских выборах 2009 года получили около 11 процентов голосов и 76 мест в Бундестаге (реализовав лучший результат за свою историю), в то время как левоцентристская Социал-демократическая партия реализовала худший результат за свою послевоенную историю; во Франции демосоциалист Жан-Люк Меланшон (основатель Левый партии поддержанный французскими коммунистами) на президентских выборах 2012 года набрал 11,1 % голосов (что примерно в 6 раз больше, чем результат кандидата-коммуниста на прошлых выборах) и, согласно опросам, 16 % голосов среди молодёжи; в Греции Коалиция радикальных левых получила 16,78 % голосов на майских выборах в парламент 2012 года, впервые обогнав до этого правящий ПАСОК (состоящий в Социнтерне), а на следующих выборах в июне 2013 года улучшила свой результат 26,89 % голосов.
Некоторые скандинавские демосоциалистические партии на данный момент участвуют в правительственных коалициях (финляндский Левый союз, норвежская Социалистическая левая партия, исландское Лево-зелёное движение в 2009—2013 годах).
Также примечательна популярность идей демократического социализма в странах Южной Америки. Так, в Венесуэле президентом с 1999 года до 2013 года являлся Уго Чавес (последний раз переизбран в октябре 2012), который, считая себя последователем противника либеральной демократии и социал-демократии Льва Троцкого, выступал за «демократический социализм XXI века» и V Интернационал троцкистских партий по типу собственной.

## Демократический социализм в России
В начале XX века в России на позициях демократического социализма стояли две партии: меньшевики и эсеры. Эсеры выступали против частной собственности на землю и призывали к её социализации, в результате которой частные и государственные земельные владения были бы законодательно переданы в собственность общин с последующим уравнительным распределением. Поддерживая идею социалистической революции, эсеры являлись противниками какой-либо диктатуры. Революцию эсеры предполагали осуществить с опорой на крестьянство, а не на буржуазию, которую они считали недостаточно либеральной.
В годы Советской власти демократический социализм пользовался популярностью среди оппозиции. Так, в своём «Проекте Конституции Союза Советских Республик Европы и Азии» академик А. Д. Сахаров отобразил принципы государства с широкими демократическими правами и смешанной планово-рыночной экономикой, в которой предприниматели несут материальную ответственность за социальные последствия своей деятельности.
На сегодняшний день многие положения демократического социализма имеют в России широкую поддержку. Согласно всероссийскому опросу ВЦИОМ в феврале 2006 г., 46,7 % населения высказалось за воссоздание сильного и социально-ориентированного, но при этом демократического, государства. Однако данная идеология почти не ассоциируется с существующими социалистическими или социал-демократическими партиями, которые поддержало всего 4 % опрошенных.

## Критика демократического социализма
Разногласия между социал-либералами и демосоциалистами были подробно изложены выше. Коммунитаризм относится критически к общественной собственности на средства производства, поддерживая рыночную экономику. Однако при этом по многим пунктам солидарен с демократическим социализмом: в плане требования социальной ответственности со стороны частных предпринимателей, стремления к обществу с сильными неправительственными общественными организациями на местном уровне и внедрения элементов либеральной демократии.
Критика неолибералов по отношению к демосоциализму совпадает с их критикой по отношению к социализму в целом. Утверждается, что перераспределение власти и капитала несёт риск утраты прав человека, что смешанная экономика менее эффективна, чем рыночная, в силу более слабых стимулов к получению прибыли и нарушения сбалансированности экономики из-за регулируемых цен, что общественная собственность стимулирует безответственное отношение к ней.
Многие коммунисты[какие?] обвиняют[нужен вторичный источник] демократических социалистов в ревизионизме и искажении марксизма.

## Перечень демосоциалистических партий
Нижеприведённые партии либо являются демосоциалистическими, либо включают значительное число приверженцев демократического социализма.

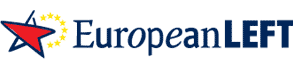
Логотип Партии европейских левых

Европейские левые, частично еврокоммунистическая
- Левые,
- Синаспизмос / СИРИЗА,
- Красно-зелёная коалиция,
- Объединённые левые,
- Подемос,
- Левые,
- Левые вместе,
- Польская социалистическая партия,
- Левый блок,
- Левые,
- Левый союз,
- Левая партия,
- Швейцарская партия труда,
- Объединённая левая партия Эстонии.

Северный альянс зелёных и левых
- Социалистическая народная партия,
- Лево-зелёное движение,
- Социалистическая левая партия,
- Левая партия,

Прочие
- Движение к социализму,
- Партия трудящихся,
- Единая социалистическая партия Венесуэлы,
- Солидарный Квебек,
- Маврикийское боевое движение,
- Демократическая партия народов,
- Широкий фронт

Крупнейшая демосоциалистическая организация в США — Демократические социалисты Америки, не является партией.